# Assinatura eletrónica qualificada
A assinatura eletrónica qualificada é um tipo de assinatura digital que possui valor legal equivalente à assinatura manuscrita, em conformidade com o Regulamento eIDAS da União Europeia.

## O Regulamento eIDAS
O Regulamento eIDAS (Regulamento (UE) n.º 910/2014) o pilar jurídico que sustenta a atividade dos QTSP (Provedor de Serviços de Confiança Qualificado), estabelecendo as bases legais para os serviços de confiança na União Europeia.
O Regulamento eIDAS garante:
- Reconhecimento mútuo das assinaturas eletrónicas qualificadas em toda a União Europeia;
- Estabelecimento de normas técnicas comuns para serviços de confiança;
- Criação de listas de confiança públicas (EU Trusted Lists), onde cada Estado-Membro mantém o registo oficial dos QTSP acreditados.

Este regulamento tem como objetivo fomentar a confiança no mercado único digital europeu e promover a transformação digital de serviços públicos e privados.

## Contexto europeu - onde aplicável o Regulamento eIDAS
O Regulamento (UE) n.º 910/2014 (eIDAS) define três tipos de assinaturas eletrónicas:  
- Simples: assinatura digital básica, sem validação legal reforçada.
- Avançada: assinatura vinculada ao signatário, capaz de detectar alterações posteriores ao documento.
- Qualificada: baseada em certificado digital qualificado emitido por QTSP, com presunção legal de autenticidade e integridade.

A assinatura eletrónica qualificada é o nível mais elevado, baseada em certificados digitais qualificados emitidos por um QTSP.

## O que é então a Assinatura Eletrónica Qualificada
O Regulamento eIDAS define assinatura eletrónica qualificada como uma assinatura eletrónica avançada criada por um dispositivo qualificado de criação de assinaturas eletrónicas e que se baseie num certificado qualificado para assinatura eletrónica. Os certificados qualificados para assinaturas eletrónicas são fornecidos por prestadores qualificados (públicos ou privados), estatuto esse atribuído pela autoridade nacional competente e oficializado nas EU Trusted Lists.
Muitos dos prestadores de certificados qualificados fornecem a chave privada correspondente num dispositivo seguro de criação de assinaturas. Existem dispositivos de criação de assinaturas em vários formatos para proteger os dados de criação da assinatura eletrónica de um signatário, tais como os smartcards, cartões SIM e as pen drives.
Os dispositivos de criação de assinatura remota (cloud) também poderão ser usados quando o signatário não tiver o dispositivo na sua posse, mas sempre gerido por um prestador de serviço qualificado. Estas soluções de assinatura remota qualificada oferecem uma experiência de valor acrescentado ao signatário,mantendo a segurança jurídica oferecida pelas assinaturas eletrónicas qualificadas.
Na prática, como podemos ver na definição é uma assinatura eletrónica avançada com requisitos adicionais.
O artigo 25º do regulamento eIDAS, no seu ponto 2, declara claramente que a assinatura eletrónica qualificada tem o efeito legal equivalente ao de uma assinatura manuscrita.

## Contexto em Portugal
A integração de Portugal na União Europeia e a necessidade de um enquadramento jurídico comum levou à adoção do Regulamento (UE) n.º 910/2014, conhecido como eIDAS (electronic IDentification, Authentication and trust Services), que entrou em vigor em julho de 2016. Este regulamento substituiu a Diretiva 1999/93/CE e passou a ser diretamente aplicável em todos os Estados Membros, garantindo a equivalência legal entre assinaturas eletrónicas qualificadas e manuscritas em todo o espaço da UE.
Com a entrada em vigor do eIDAS, a legislação portuguesa teve de ser adaptada. Foram revogados diplomas anteriores e aprovada legislação complementar para enquadrar serviços públicos e privados, nomeadamente:
- Lei n.º 37/2014[9], que regula o sistema de certificação eletrónica do Estado e define a AMA como entidade coordenadora.
- Portaria n.º 233/2015[10], que regula a emissão de certificados digitais por entidades públicas.
- Lei n.º 58/2019[11], que transpõe o Regulamento Geral sobre a Proteção de Dados (RGPD), com implicações sobre a validade e conservação de documentos assinados eletronicamente.

A Agência para a Modernização Administrativa (AMA) e a Entidade Certificadora do Estado (ECCE) são atualmente responsáveis por coordenar e supervisionar o ecossistema nacional de identidade digital e serviços de certificação, em articulação com a Comissão Europeia.
Em 2023, Portugal manifestou interesse em adotar os princípios do eIDAS 2.0, um novo quadro legislativo europeu que introduz a Identidade Digital Europeia (EUDI Wallet), prevendo maior interoperabilidade entre Estados Membros e uma carteira digital para cidadãos e empresas.
Os Provedor de Serviços de Confiança Qualificado (QTSP) em Portugal incluem:  
- DigitalSign – primeiro QTSP português reconhecido pela UE.[13]
- Multicert
- Outros prestadores certificados pela EU Trusted List

## Críticas e desafios
- Complexidade tecnológica para utilizadores menos experientes
- Necessidade de maior literacia digital
- Custos associados para pequenas empresas